# أليكس غاودينو
أليكس غاودينو (بالإيطالية: Alex Gaudino) (ولد أليساندرو ألفونسو فورتوناتو جادينو 23 يناير ، 1970 في ساليرنو، إيطاليا) عازف دي جي و منتج موسيقي إيطالي

## روابط خارجية
- أليكس غاودينو على موقع ميوزك برينز (الإنجليزية)
- أليكس غاودينو على موقع أول ميوزيك (الإنجليزية)
- أليكس غاودينو على موقع ديسكوغز (الإنجليزية)